# Stagetomorphus
Stagetomorphus is een monotypisch geslacht van kevers uit de familie van de klopkevers (Anobiidae).

## Soort
- Stagetomorphus indicus Pic, 1914